# سوکا گاکای
سوکا گاکای (انگلیسی: Soka Gakkai) یک جنبش مذهبی بودایی ژاپنی است که بر اساس آموزه‌های نیچیرن راهب ژاپنی قرن سیزدهم که توسط سه رهبر اول آن تسونسابورو ماکیگوچی، جوسی تودا و دایساکو ایکدا آموزش داده شده‌است.